# Прогестогены

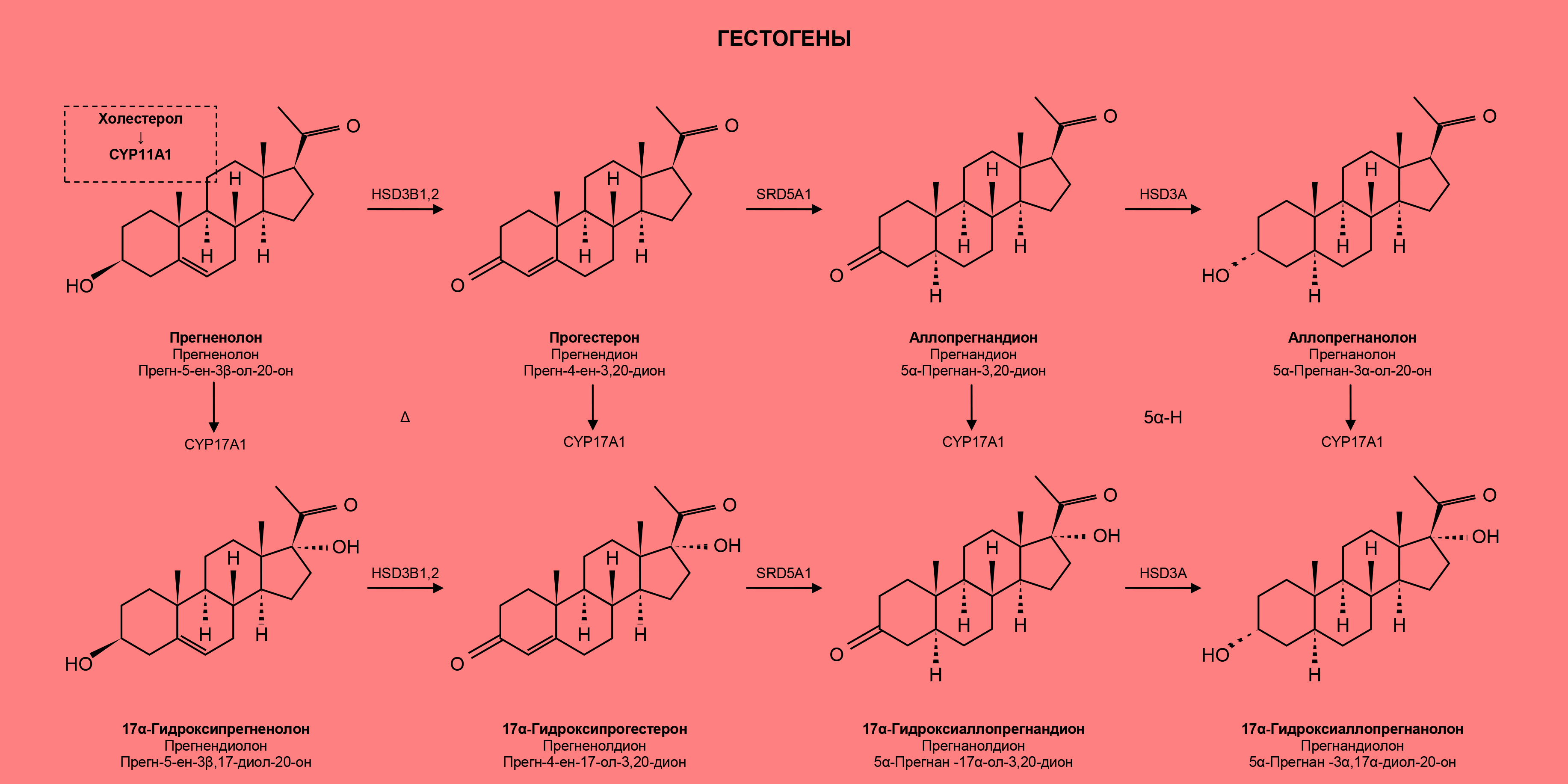
Биосинтез гестогенов

Прогестаге́ны (прогестаге́ны; от лат. pro + gester «для вынашивания» и γένος «происхождение») — общее собирательное название подкласса стероидных женских половых гормонов, производимых в основном жёлтым телом яичников и частично корой надпочечников, а также плацентой плода. Синтетические прогестагены принято называть прогестинами.

## Классификация прогестагенов
- Прегненолон → Прогестерон → Аллопрегнандион1 → Аллопрегнанолон1
- 17α-Гидроксипрегненолон → 17α-Гидроксипрогестерон → 17α-Гидроксиаллопрегнандион1 → 17α-Гидроксиаллопрегнанолон1

## Физиологические свойства
Прогестагены участвуют в обеспечении возможности наступления и поддержания беременности (гестации). Они способствуют образованию нормального секреторного эндометрия у женщин. Вызывают переход слизистой оболочки матки из фазы пролиферации в секреторную фазу, а после оплодотворения способствуют её переходу в состояние, необходимое для развития оплодотворённой яйцеклетки.
Прогестагены понижают экспрессию эстрогенных рецепторов в эндометрии и снижает пролиферативную активность клеток эндометрия, профилактируют развитие гиперплазии и кистозно-железистого перерождения эндометрия при воздействии эстрогенов. Именно с отсутствием или недостаточностью нормального секреторно-трансформирующего и антипролиферативного воздействия прогестагенов на эндометрий связывают гиперплазию эндометрия при таких состояниях, как синдром поликистозных яичников, гиперэстрогенная фаза климакса и др.
Прогестагены понижают возбудимость и сократимость мускулатуры матки и маточных труб несколькими разными механизмами. Они повышают активность специфических ферментов, расщепляющих окситоцин и вазопрессин — окситоциназы и вазопрессиназы. Кроме того, прогестагены понижают чувствительность мускулатуры матки к эстрогенам, окситоцину и вазопрессину, снижая экспрессию соответствующих рецепторов в миометрии. Также прогестагены понижают содержание простагландинов в миометрии, уменьшая их синтез и повышая активность ферментов, ответственных за их распад. Прогестагены понижают чувствительность миометрия к сократительному действию серотонина, гистамина и одновременно увеличивают экспрессию β-адренорецепторов в миометрии, обладающих «тормозным», маточно-расслабляющим эффектом.
Вероятно, с понижением содержания простагландинов в миометрии и эндометрии связана способность прогестагенов уменьшать болезненность при менструациях. С прогестагенной недостаточностью связывают болезненность менструаций и многие проявления предменструального синдрома.
Прогестагены стимулируют развитие концевых элементов молочной железы, дифференцировку долек и протоков и способствует завершению созревания молочных желёз у девочек, приобретению молочными железами «взрослой» округлой формы вместо конической подростковой. Одновременно прогестины понижают экспрессию эстрогенных рецепторов в ткани молочной железы и профилактируют развитие гиперплазии молочных желёз, мастопатии и кистозно-фиброзных поражений молочной железы при воздействии эстрогенов. Возможно, с этим эффектом прогестагенов связано профилактическое действие повторных метастазов в отношении рака молочной железы.
Прогестагены обладают антиандрогенной активностью за счёт снижения активности 5α-редуктазы и уменьшения образования активного метаболита тестостерона, 5α-дигидротестостерона, а также за счёт повышения в крови уровня ГСПС (глобулина, связывающего половые стероиды). Они также понижают экспрессию андрогенных рецепторов в тканях и, следовательно, чувствительность тканей к андрогенам.
Также прогестагены способствует увеличению диуреза за счёт антиальдостеронового действия, уменьшают канальцевую реабсорбцию катионов натрия, анионов хлора и воды.